# جائزة فلسطين للمبدعين الشباب
جائزة فلسطين للمبدعين الشباب هي إحدى جوائز دولة فلسطين في الآداب والفنون والعلوم الإنسانية، حيث يمنحها رئيس دولة فلسطين سنويًا للمبدعين الشباب في شتى المجالات.

## حائزون على الجائزة
- للعام 2023: الروائي "سلمان أسامة أحمد"، والسينمائي "صبيح زيدان المصري".[2]
- للعام 2022: الفنانة التشكيلية ريم نبيل مصري.[3]

- للعام 2021: فرقة أوركسترا فلسطين، والشاعرة مريم قوش.[4]

- للعام 2020: الكاتبة نسمة العكلوك عن روايتها "نساء بروكسل".[5]

- للعام 2019: الشاعر عبد الله أبو بكر عن مجموعته الشعرية "الحديقة داخل البيت"، والفنان ثائر العزة عن فيلمه "دلة قهوة".[6]

- للعام 2017: الشاعر علي أبو عجمية، والفنان بشار خلف.[7]

- للعام 2015: نسب أديب حسين، وديما فتحي الحوراني.[8][9]

## محتويات الجائزة
تتكون جائزة فلسطين للمبدعين الشباب من العناصر التالية:
- الشعار.[1]
- شهادة تقديرية.[1]
- ميدالية تذكارية.[1]
- مكافأة نقدية قيمتها 5000 دولار أمريكي.[1]